# Стадіон Університету короля Сауда
Стадіон Університету короля Сауда (араб. استاد جامعة الملك سعود), також відомий як Аль-Авваль Парк через спонсорські причини  — це футбольний стадіон у Ер-Ріяді, Саудівська Аравія. У вересні 2020 Saudi Media Company отримала права на управління стадіоном. У жовтні 2020 року SMC підписала угоду з футбольним клубом «Ан-Наср» про те, що Аль-Авваль Парк стає їхньою домашньою ареною.

## Історія
Будівельні роботи на кампусі Університету короля Сауда в Західному Ер-Ріяді розпочалися навесні 2011 року, а відкриття відбулося в травні 2015 року. Будівельні роботи було доручено компанії Hashem Contracting Company за проєктами Майкла К.К. Чеа та його дружини Стеф, що розширює їх архітектурне портфоліо футбольних стадіонів у Саудівській Аравії.
Підрядна компанія Hashem збудувала стадіон відповідно до специфікацій (і правил ФІФА для міжнародних ігор) у межах бюджету 215 мільйонів саудівських ріалів (57 мільйонів доларів США). Стадіон може здаватися ґрунтово-коричневим або золотистим залежно від сонячного світла через його перфоровану та металеву зовнішню оболонку. Наприкінці 2020 року Мрсул-парк пройшов реконструкцію, і вона триватиме й надалі, щоб перетворити його на нове та сімейне місце з фан-зонами та розважальними зонами для всіх людей.
У 2020 році на стадіоні було проведено ребрендинг, у листопаді 2020 року він став називатися Мрсул-парк після підписання контракту з компанією-постачальником Mrsool.
У 2021 році стадіон приймав Кубок Марадони між Бока Хуніорс і Барселоною на честь Дієго Марадони, який помер минулого року.
У січні 2023 року стадіон привернув увагу всього світу підписанням португальського футболіста Кріштіану Роналду із зарплатнею 200 мільйонів доларів США.